# Свети Атанасий (Щърбово)
Вижте пояснителната страница за други значения на Свети Атанасий.
„Свети Атанасий“ или „Свети Атанас“ (на македонска литературна норма: „Свети Атанасиј“, „Свети Атанасие“) е възрожденска църква в село Щърбово, Преспа, част от Преспанско-Пелагонийската епархия на Македонската православна църква – Охридска архиепископия.
Църквата е изградена в края на XIX или самото начало на XX век на доминантна височина в склонове на Баба, в Старото село. Представлява еднокорабна сграда с полукръгла апсида и дограден трем на южната страна. В църковния двор има и камбанария западно от храма и помощни сгради източно. Вътрешността не е изписана. Запазени са икони от XIX век.
- Църквата с оградата
- Апсидата на църквата
- Камбанарията на църквата заедно с поглед към Големото Преспанско езеро
- Поглед към црквата от „Свети Димитър“